# Gottesgnaden

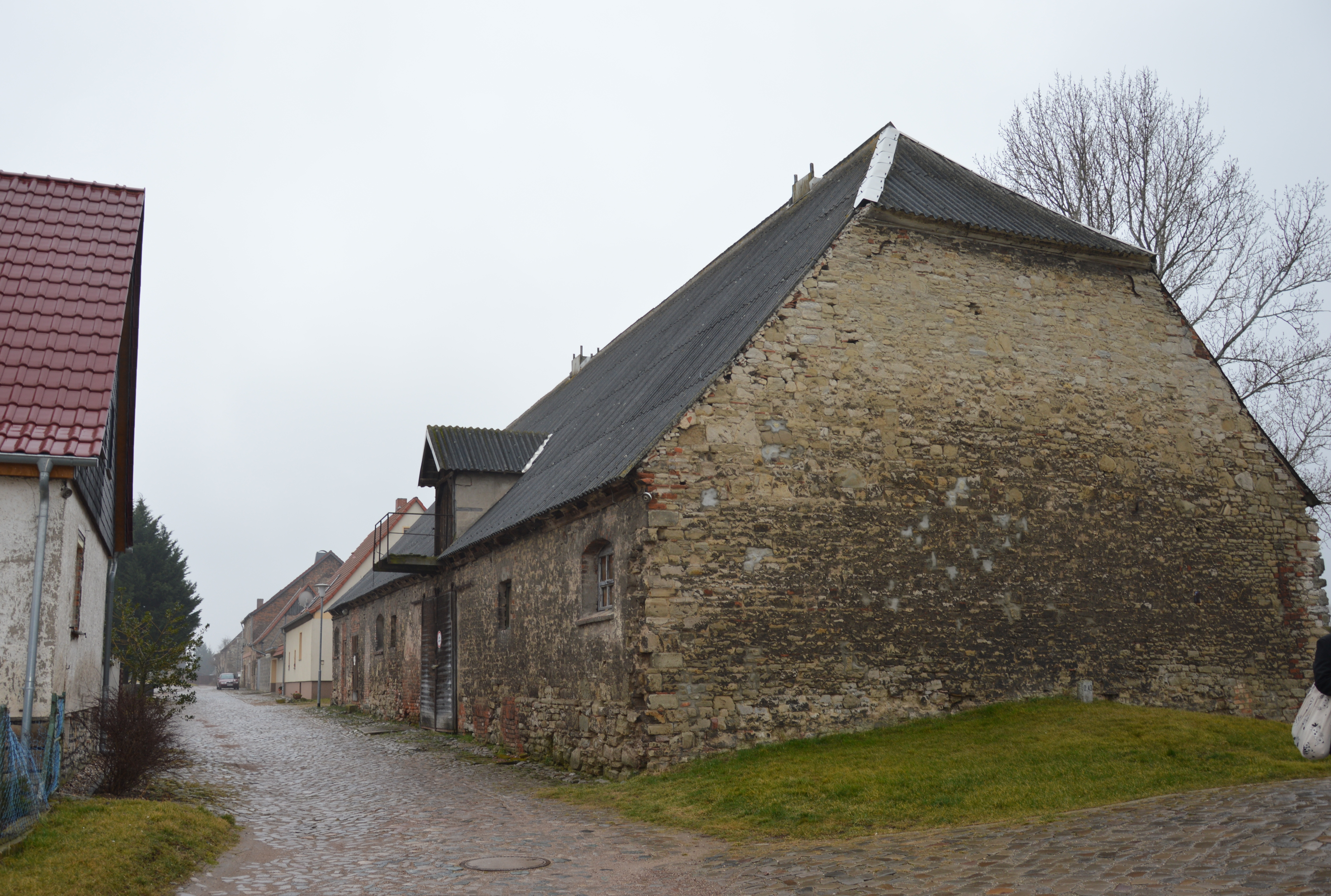
Straßenzug in Gottesgnaden

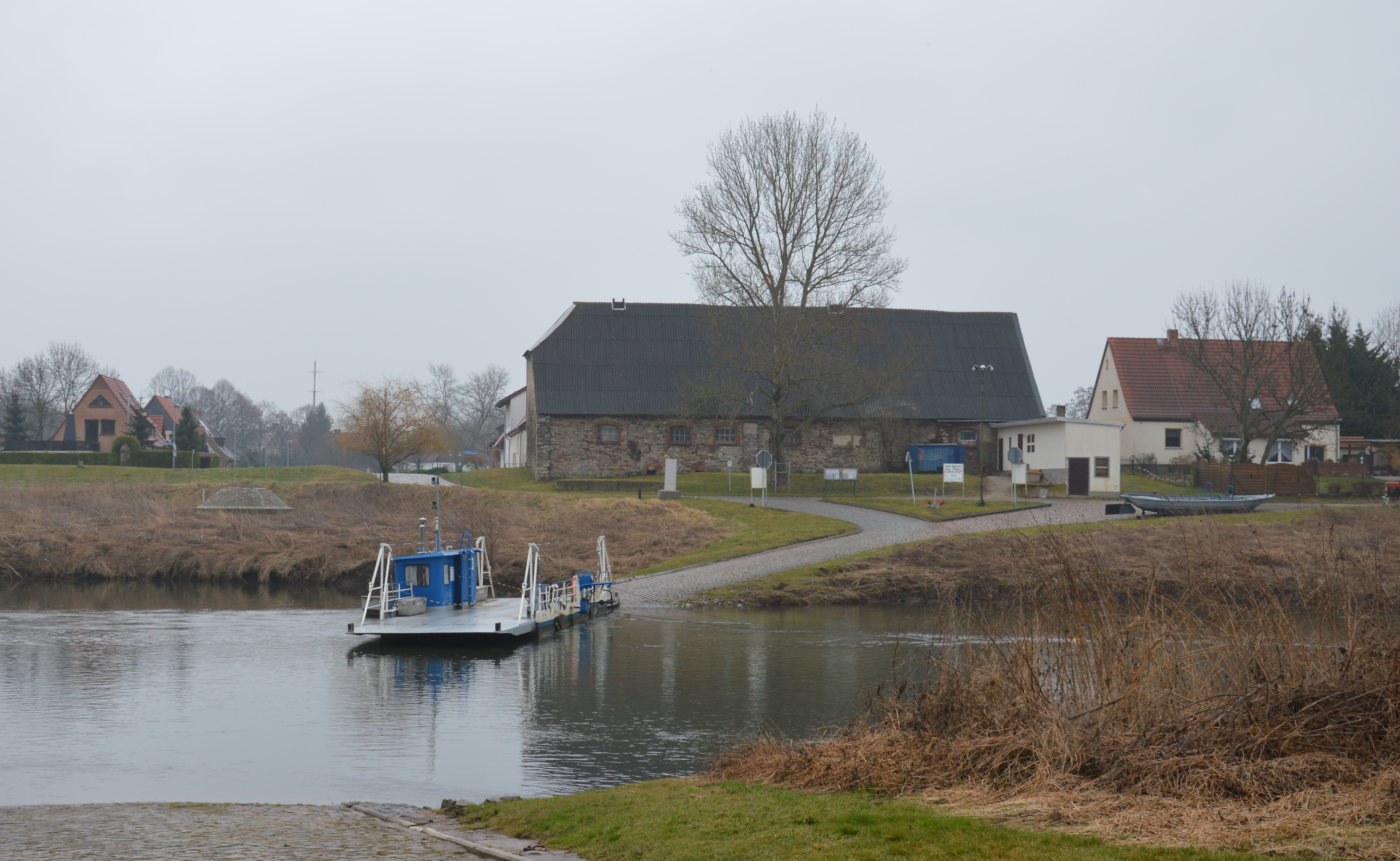
Fähre Gottesgnaden

Gottesgnaden ist Wohnplatz von Schwarz, einem Ortsteil der Stadt Calbe (Saale) im Salzlandkreis in Sachsen-Anhalt.

## Lage
Die Insel Gottesgnaden ist durch die Saale von Calbe getrennt, verbunden durch eine der wenigen noch existierenden Gierseilfähren.

## Geschichte
Im Jahre 1131 wurde hier durch Otto von Reveningen (Röblingen am See) und Krottorf im Auftrag des Erzbischofs Norbert von Xanten das Stift Gratia Dei  des Prämonstratenserordens gegründet. Einer der ersten Pröpste war Evermod von Cambrai. Das Stift besaß über Jahrhunderte hinweg große wirtschaftliche Bedeutung und war bis zur Reformation – Calbe wurde 1542 evangelisch – und bis zu dem großen Brand von 1548 reich und bedeutend. 1563 wurde es erstmals und nach dem Dreißigjährigen Krieg erneut aufgehoben und bald darauf für den Bau der Schleuse Calbe abgetragen; erhalten blieb nur die Hospitalkapelle.
Am 1. Juni 1929 wurde der Gutsbezirk Gottesgnaden aufgelöst, indem die Domäne Gottesgnaden mit dem Hauptteil der Ackerflächen sowie der bebaute Ortsteil Tippelskirchen der Landgemeinde Schwarz zugelegt wurden. Die Trennstücke Vorwerk Trabitz und Vorwerk Colno sind mit den Landgemeinden Trabitz und Zuchau vereinigt worden.

## Persönlichkeiten
Der deutsche Agrarwissenschaftler, Jurist, Volkswirt und Theologe Constantin von Dietze (1891–1973) wurde in Gottesgnaden geboren.
Der Montanunternehmer Hugo Sholto Oskar Georg von Douglas heiratete 1865 in Gottesgnaden Jenny Amalie Reisner.